# In Person (Bobby Timmons)
In Person è un album live di Bobby Timmons, pubblicato dalla Riverside Records nel 1962. Il disco fu registrato dal vivo il 1º ottobre 1961 al "Village Vanguard" di New York.

## Tracce
Lato A
1. Autumn Leaves – 7:48 (Joseph Kosma, Johnny Mercer, Jacques Prévert)
2. So Tired – 6:20 (Bobby Timmons)
3. Goodbye – 4:43 (Gordon Jenkins)
4. Dat There (Theme) – 0:54 (Bobby Timmons)

Lato B
1. Popsy – 6:11 (Bobby Timmons)
2. I Didn't Know What Time It Was – 8:10 (Richard Rodgers, Lorenz Hart)
3. Softly, as In a Morning Sunrise – 5:28 (Oscar Hammerstein II, Jerome Kern, Sigmund Romberg)
4. Dat There (Theme) – 0:54 (Bobby Timmons)

Edizione CD del 1991, pubblicato dalla Original Jazz Classics Records
1. Autumn Leaves – 7:57 (Joseph Kosma, Johnny Mercer, Jacques Prévert)
2. So Tired – 6:24 (Bobby Timmons)
3. Goodbye – 4:46 (Gordon Jenkins)
4. Dat Dere (Theme) – 0:56 (Bobby Timmons)
5. They Didn't Believe Me – 6:48 (Jerome Kern, Herbert Reynolds) – Bonus track
6. Dat Dere (Full-length) – 4:31 (Bobby Timmons) – Bonus track
7. Popsy – 6:12 (Bobby Timmons)
8. I Didn't Know What Time It Was – 8:14 (Richard Rodgers, Lorenz Hart)
9. Softly, as In a Morning Sunrise – 5:30 (Oscar Hammerstein II, Jerome Kern, Sigmund Romberg)
10. Dat There (Theme) – 0:56 (Bobby Timmons)

## Musicisti
The Bobby Timmons Trio
- Bobby Timmons  - pianoforte
- Ron Carter  - contrabbasso
- Albert Heath  - batteria